# Изяслав Владимирович (князь полоцкий)
Изясла́в Влади́мирович (около 978/979 — 1001, Полоцк) — князь Полоцкий примерно с 987 года, сын великого князя киевского и князя новгородского Владимира Святославича и полоцкой княжны Рогнеды, родоначальник династии князей полоцкой ветви Рюриковичей. По легенде, приведённой в Лаврентьевской летописи, после неудачной попытки убийства Рогнедой мужа Изяслав вступился за мать, которую князь Владимир собирался казнить. В результате Изяслав был исключён отцом из числа наследников; ему был выделен Полоцкий удел, ранее принадлежавший его деду по матери Рогволоду, которым он управлял из названного в его честь города Изяславля (современный Заславль). Смерть Изяслава при жизни отца привела к раннему обособлению Полоцкого княжества, управляемого его потомками («Рогволожьими внуками»), от Киева.
В 1953 году в Новгороде была обнаружена свинцовая печать Изяслава, которая, возможно, является древнейшей из сохранившихся древнерусских печатей. Изображённый на ней знак в настоящее время размещён на гербе белорусского города Заславля.

## Происхождение
Изяслав был представителем династии Рюриковичей и являлся сыном великого князя киевского Владимира Святославича от брака Владимира с полоцкой княжной Рогнедой. В Повести временных лет в статье 6488 (980) года, в которой рассказано о женитьбе его родителей, перечисляются 4 сына, родившихся от этого брака: Изяслав, Мстислав, Ярослав и Всеволод. Если верить этому перечню, Изяслав был старшим из сыновей, родившихся в браке Владимира и Рогнеды.
Мать Изяслава, Рогнеда была дочерью полоцкого князя Рогволода, убитого Владимиром вместе с двумя сыновьями при завоевании Полоцка. Происхождение Рогволода является предметом дискуссий среди исследователей. По преобладающей точке зрения он был скандинавом. М. Самонова полагает, что Рогволод мог быть внуком или правнуком ярла Мёра Рёгнвальда Эйстейнссона. Тот факт, что Изяслав был внуком Рогволода, подчёркивается в Лаврентьевской летописи, которая в статье о 1128 годе сообщает о выделении полоцкой династии как особой ветви Рюриковичей — «Рогволожьих внуков».

## Биография
Известия о биографии Изяслава в летописях достаточно скудные. Считается, что он родился на следующий год после брака родителей. На основании приводимой в «Повести временных лет» даты брака, заключённого незадолго до занятия Киева (980 год), «Русский биографический словарь» и «Энциклопедический словарь Брокгауза и Ефрона» относят рождение Изяслава к 980 или 981 году. Однако в настоящее время эта дата подвергается сомнению историками. В другом месте летопись сообщает, что Владимир княжил в Киеве 37 лет, то есть с 978 года. Иаков Мних также сообщает, что Владимир занял киевский стол в 978 году. На основании этого А. Карпов относит брак родителей Изяслава к зиме или весне 978 года, а дату рождения Изяслава — к 978 или 979 году. Среди других сыновей Владимира, рождённых от его разных жён, Изяслав был вторым или третьим.

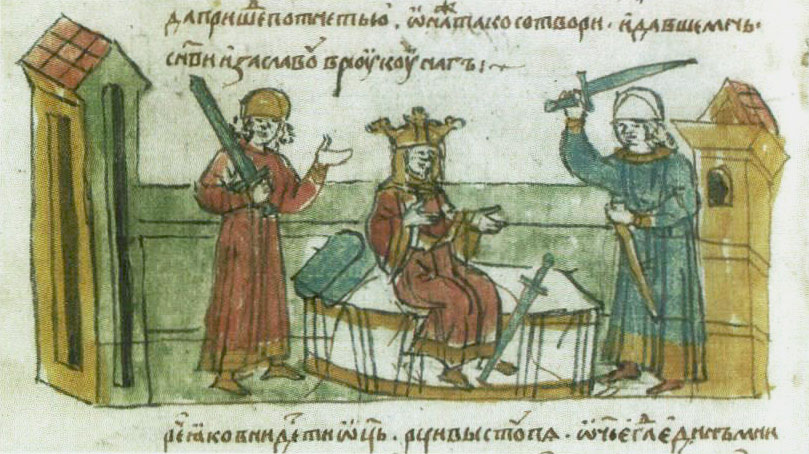
Владимир хочет покарать Рогнеду, но за неё вступается княжич Изяслав. Радзивилловская летопись

А. Карпов на основании известий «Повести временных лет» полагает, что первые годы жизни Изяслав провёл рядом с матерью. К этому периоду относится попытка Рогнеды убить уснувшего в её опочивальне мужа. Легенда об этом записана в «Лаврентьевской летописи» в рассказе о полоцких князьях под 1128 годом. Покушение было неудачным — Владимир успел проснуться. После этого муж приказал Рогнеде «обрядиться во всё убранство цесарское, словно в день свадьбы, и воссесть на постель светлую, чтобы, придя, убить её». Однако княгиня вложила в руку юному сыну Изяславу обнажённый меч и попросила, чтобы тот, когда отец войдёт, обратиться к нему со словами: «Отче! или ты думаешь, что один здесь?» Изяслав выполнил то, что просила его мать, чем спас её от гнева мужа. Владимир, посоветовавшись с боярами, решил пощадить жену, но сослать её и сына, который, вступившись за мать и обнажив по её указанию руку на отца, не только принял на себя преступление матери, но и усугубил его. По летописному сообщению, по совету бояр Владимир восстановил Полоцкий удел, ранее принадлежавший её отцу, построил город Изяславль, назвав его в честь сына, куда и выслал Изяслава и Рогнеду.
А. Карпов полагает, что, поскольку Изяслав назван «младенцем» (то есть он ещё находился на воспитании матери), но уже мог удержать в руках тяжёлый меч, ему вряд ли было больше трёх или четырёх лет. На основании этого он относит неудачное покушение Рогнеды на Владимира к 982 или 983 году. В результате того, что Изяслав вступился за мать, он фактически стал изгоем и был «выделен» из рода Рюриковичей, перестав считаться наследником отца, однако унаследовав владения деда по матери. По мнению А. Карпова, именно этим объясняется тот факт, что Лаврентьевская летопись в статье под 1128 годом называет потомков Изяслава «Рогволожьими внуками», противопоставляя их потомкам великого князя Ярослава Мудрого «Ярославлих внуков». Достоверность этой легенды находится под сомнением. Как отмечают исследователи, летописец пытался обосновать конфликт между киевскими и полоцкими князьями, произошедший в 1120-е годы, который привёл к высылке полоцких князей в Византию. Даже если эти события действительно произошли, они не могли стать причиной будущего конфликта.
О получении Изяславом под управление Полоцкого княжества сообщает Лаврентьевская летопись, перечисляя уделы сыновей Владимира. Назначение его в Полоцк произошло около 987 года. Возможно, выделение Владимиром именно этого удела одному из старших сыновей связано с тем, что город располагался на Западной Двине, благодаря чему у его правителя была возможность контролировать водный путь по реке, который требовалось охранять от вторжений скандинавов. Строительство недалеко от современного Минска Изяславля, который стал на некоторое время стольным городом удела, вероятно, было вызвано желанием киевского князя оградить сына от влияния полоцкого веча.
Хотя Изяслав и был фактически «изгоем» при живом отце, его положение по сравнению с другими братьями было во многом уникальным: он не мог претендовать на Киев и был вынужден довольствоваться «дединой» — Полоцким княжеством, ранее принадлежавшем Рогволоду — его деду по матери. У него были свои люди и дружина. Ни князь Владимир, ни его другие сыновья никак не вмешивались в полоцкие дела. Как отмечает А. Карпов, Полоцк, как и Туров, Новгород и другие центры уделов, управляемые сыновьями Владимира, становились самостоятельными центрами Руси. Их князья постепенно привыкали править самостоятельно и начинали проводить более-менее независимую политику, общаясь друг с другом не только через посредничество отца, но и напрямую. О контактах между Изяславом и одним из его братьев, правивших в Новгороде (вероятнее всего, Вышеславе) свидетельствует его свинцовая печать, обнаруженная в Новгороде.
Хотя Владимир и изгнал Изяслава, он, вероятно, не собирался обособлять Полоцк, выделяя особый удел для сына и его потомков. В 989 году Изяслав крестился вместе с другими братьями. При этом его мать Рогнеда по преданию была христианкой, а после того как она покинула Киев, постриглась в монахини под именем Анастасия. По мнению В. Е. Данилевича, именно под влиянием матери Изяслав, вероятно, мог стать ревностным христианином. Однако смерть Изяслава ещё при жизни отца привела к обособлению полоцких князей в отдельную династию, поскольку его дети стали «изгоями» и не могли претендовать на наследование киевского стола, а также не могли переходить в другие уделы (из «худшего» в «лучший»).
Лаврентьевская летопись сообщает о смерти Изяслава в 1001 году. Годом ранее умерла его мать. От неизвестной по имени супруги он оставил двух сыновей — Всеслава и Брячислава. Поскольку один из них, Всеслав, умер вскоре после отца — в 1003 году, Полоцкое княжество полностью унаследовал второй сын, Брячислав.
Тверская летопись сообщает, что Изяслав, а также его сын Всеслав в 1007 году были захоронены в Десятинной церкви в Киеве, однако современные исследователи полагают данное известие ошибочным. А. Карпов указывает, что оно, возможно, основано на неправильном прочтении сообщения Новгородской первой летописи младшего извода. По другой версии, ошибка могла быть связана с тем, что известия летописи за 6508—6519 годы были, вероятно, извлечены из записей в помяннике в Десятинной церкви, но они не обязательно свидетельствую о захоронении в ней указанных князей, поскольку в главном придворном храме должны были поминаться все члены княжеской семьи.
В Никоновской летописи сохранилась достаточно лестная характеристика личности Изяслава. Согласно ей, «Бысть жа сий князь тих и кроток, и смирен, и милостив, и любя зело и почитая священнический чин иноческий, и прилежаще прочитанию Божественных писаний, и отвращаяся от суетных глумлений, и слезен, и умилен, и долготерпелив». Однако неизвестно, на чём основано такое мнение и относится ли оно вообще к Изяславу изначально.

## Печать Изяслава
В октябре 1953 года при раскопках в Новгороде в выбросе из слоя Неревского раскопа, датированным рубежом XI—XII веков была найдена массивная свинцовая печать необычной формы. Её вымыло дождём, и она была обнаружена уже после окончания археологических работ. Особенность находки заключается в том, что, в отличие от других печатей, её матрицы были оттиснуты на свинцовом бруске толщиной до 11 мм, который был неаккуратно обрублен, из-за чего форма и лицевой, и оборотной сторон печати представляет собой трапецию. Её ширина составляет 38 мм, длина — 24—30 мм. Поскольку при оттискивании матриц нажим был большим, кружки печати оказались гораздо больше углублены, чем поверхность бруска. Её толщина в средней части составляет всего 8 мм. Способ крепления печати к грамоте сильно отличается от других использовавшихся на Руси печатей; она была подвешена не на шнурке, а на широком кожаном ремешке, остатки которого сохранились в щели канала.
На аверсе оттиска содержится изображение трезубца — знак Рюриковичей в так называемом «парадном» варианте, окружённое фрагментарно сохранившейся надписью ΝΖAC—OΖO. На оборотной сохранились сильно фрагментированные и плохо читаемые остатки круговой надписи (ГРΑ---), однако понять, о чём там говорится, невозможно.
Сам знак, по мнению исследовавшего печать В. Л. Янина, представляет собой простейшее усложнение хорошо известного знака великого князя Владимира Святославича; от него трезубец отличается тем, что средний зубец в верхней части снабжён небольшой перекладиной, что сделало его крестообразным. Надпись на аверсе В. Л. Янин прочитал как «Изас(ла)осо», отметив, что последняя «о» заменяет «ъ», а «И» в начале слова зеркально отражена, что является типовой ошибкой в древних чеканных и литых нумизматических и сфрагистических памятниках. На основе проведённого анализа исследователь предположил, что печать принадлежала полоцкому князю Изяславу Владимировичу. Выводы исследователя были приняты и А. А. Молчановым и С. В. Белецким. По мнению В. Л. Янина, обнаруженная печать является древнейшей из сохранившихся русских печатей.
Трезубец Изяслава подобен княжескому знаку его отца Владимира Святославича и отличается средним зубом. Считается, что трезубец с крестообразным средним зубцом стал родовым знаком Изяславичей Полоцких. Встречаются такие знаки и более позднего времени, с дополнениями и изменениями, относящиеся к полоцким князьям — потомкам Изяслава. В современной геральдике трезубец Изяслава воплощён в гербе Заславля.
В 2022 году во время аварийных раскопок на городище древнего Менска нашли донышко глиняного сосуда с трезубцем князя Изяслава.

## Брак и дети
Имя его жены неизвестно. Сыновья:
- Всеслав (умер в 1003), князь Полоцкий с 1001[11][28].
- Брячислав (умер в 1044), князь Полоцкий с 1003[11][28].

## Память

Памятник Изяславу в городе Заславль, открытый в 2017 году

- В честь Изяслава получил название город Заславль (изначально — Изяславль), в настоящее время находящийся на территории Беларуси[5][6].
- В Заславле существует 3 памятника Изяслава. Первый (скульптор Анатолий Артимович) был открыт в 1993 году, изображает Изяслава мальчиком, который защищает свою мать. На втором (скульптор Александр Прохоров), установленный в 2014 году на центральной площади Заславля ко дню письменности, представляет собой бронзовую фигуру уже взрослого князя Изяслава в полный рост высотой в 5 метров, символически держащего в руке книгу. Третий памятник был открыт в 2017 году[29][30].